# James "Bud" Walton

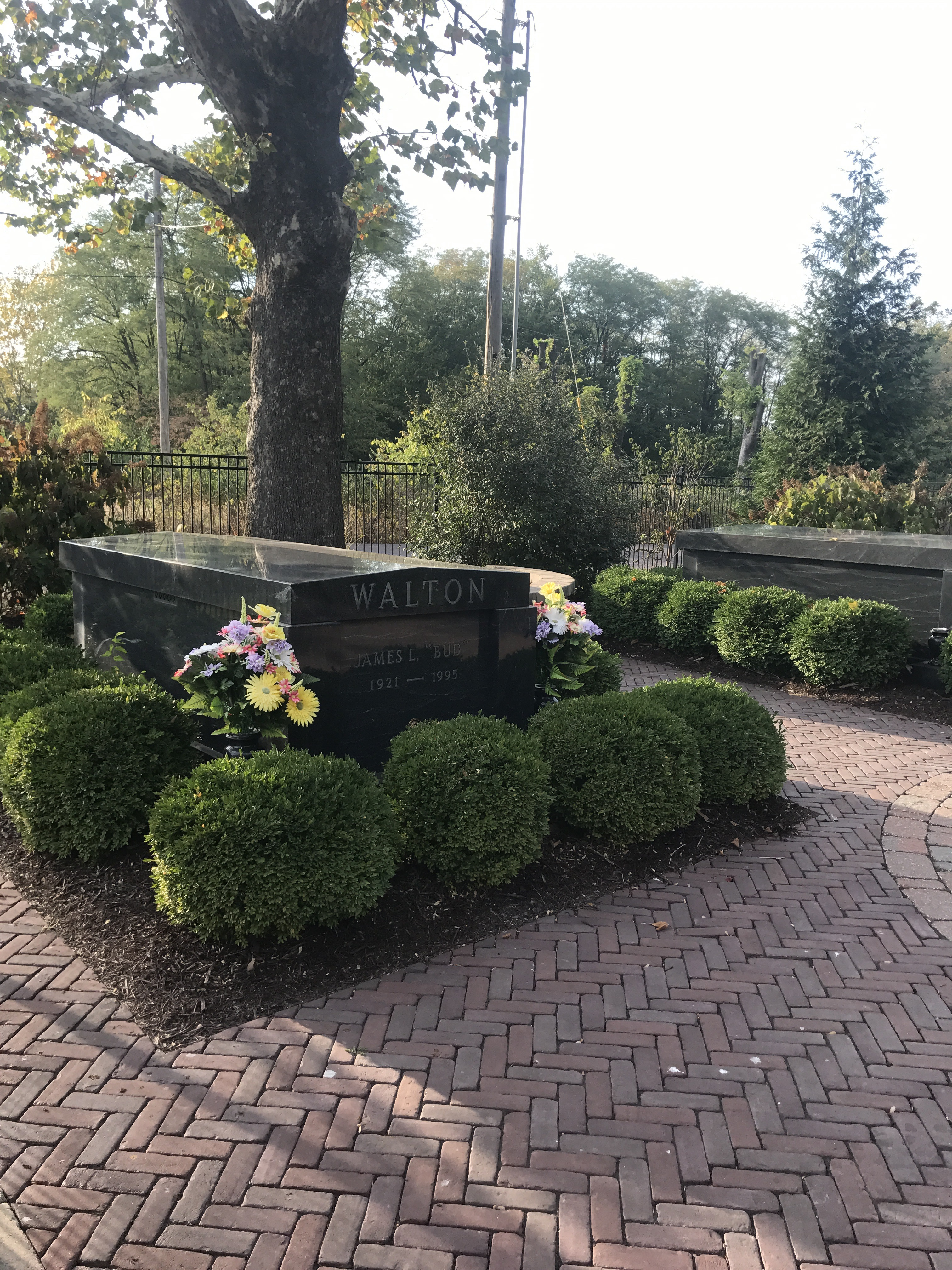
Tumba de James Bud Walton no Cemitério Memorial Park (2017)

James Lawrence “Bud” Walton (Kingfisher, 20 de dezembro de 1921 – Miami, 21 de março de 1995) foi o irmão mais novo de Sam Walton e co-fundador do Wal-Mart.

## Biografia
Nascido em 1921, passou para a Hickman High School na Columbia no estado de Missouri e para a Academia Militar Wentworth em Lexington também no Missouri. Durante a II Guerra Mundial serviu como piloto da Marinha dos Estados Unidos.
Assim como seu irmão, entrou posteriormente para o negócio do varejo trabalhando em uma franquia das lojas Ben Franklin. Sua primeira loja foi inaugurada em Versailles (Missouri). Em 1962, ele e Sam Walton fundaram a Wal-Mart. Ele faleceu em 21 de março de 1995 em Miami (Flórida) após uma cirurgia de aneurisma.
Bud Walton havia sido casado com Audrey Walton e tiveram duas filhas, Ann Walton Kroenke, e Nancy Walton Laurie.
Em sua homenagem o estádio de basquetebol do campus da Universidade do Arkansas recebeu seu nome, a Bud Walton Arena.

## Artigos relacionados
- Família Walton